# Evarc
|  | Per a altres significats, vegeu «Riu Evarc». |

Evarc (en llatí Evarchus, en grec antic Εὔαρχος) fou tirà de la ciutat d'Astacos a l'Acarnània al començament de la guerra del Peloponès, l'any 431 aC.
Va ser expulsat pels atenencs a l'estiu d'aquell any, però restaurat pels corintis a l'hivern (431 a 430 aC). Es creu que una mica més tard més tard va tornar a ser deposat altra vegada pels atenencs, probablement abans de la meitat del 430 aC, segons diu Tucídides.